# Niennajávrre
Niennajávrre är en sjö som ligger i Hamarøy kommun i Norge, i bergsmassivet Hurre. Tillflöden kommer från ett antal mindre jokkar som avvattnar bergryggen norr om sjön och avrinningsområdets storlek är 4,92 km2. Niennajávrre avvattnas av en namnlös jokk som mynnar i Hurrejávrre. Hurrejávrre avvattnas av Hurrejåhkå som mynnar i Vásstenjávrre i Sverige och ingår i Luleälvens huvudavrinningsområde. 
Området där sjön ligger är en högplatå avgränsad av högre berg på norra sidan. Flera sjöar ligger utspridda på platån varav de två största är Hurrejávrre och Niennajávrre. Enligt kartan från 1913 var området då täckt av en stor glaciär - Hurrejiekŋa - vilket förklarar bristen på växtlighet. Snö och is ligger ofta kvar på högplatån långt in i augusti så växtsäsongen blir mycket kort.

## Galleri

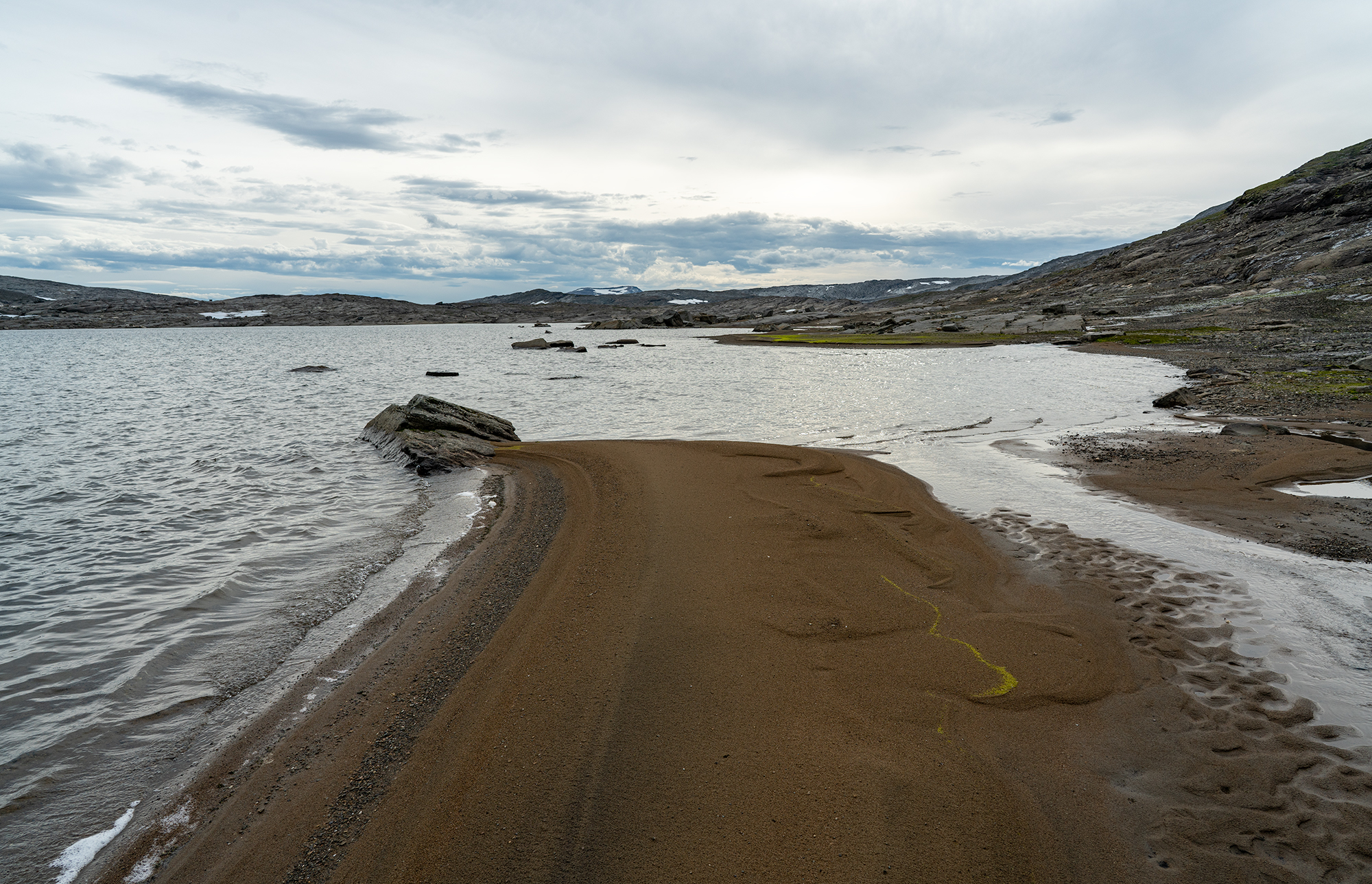
Sandstrand på Niennajávrres norra sida.
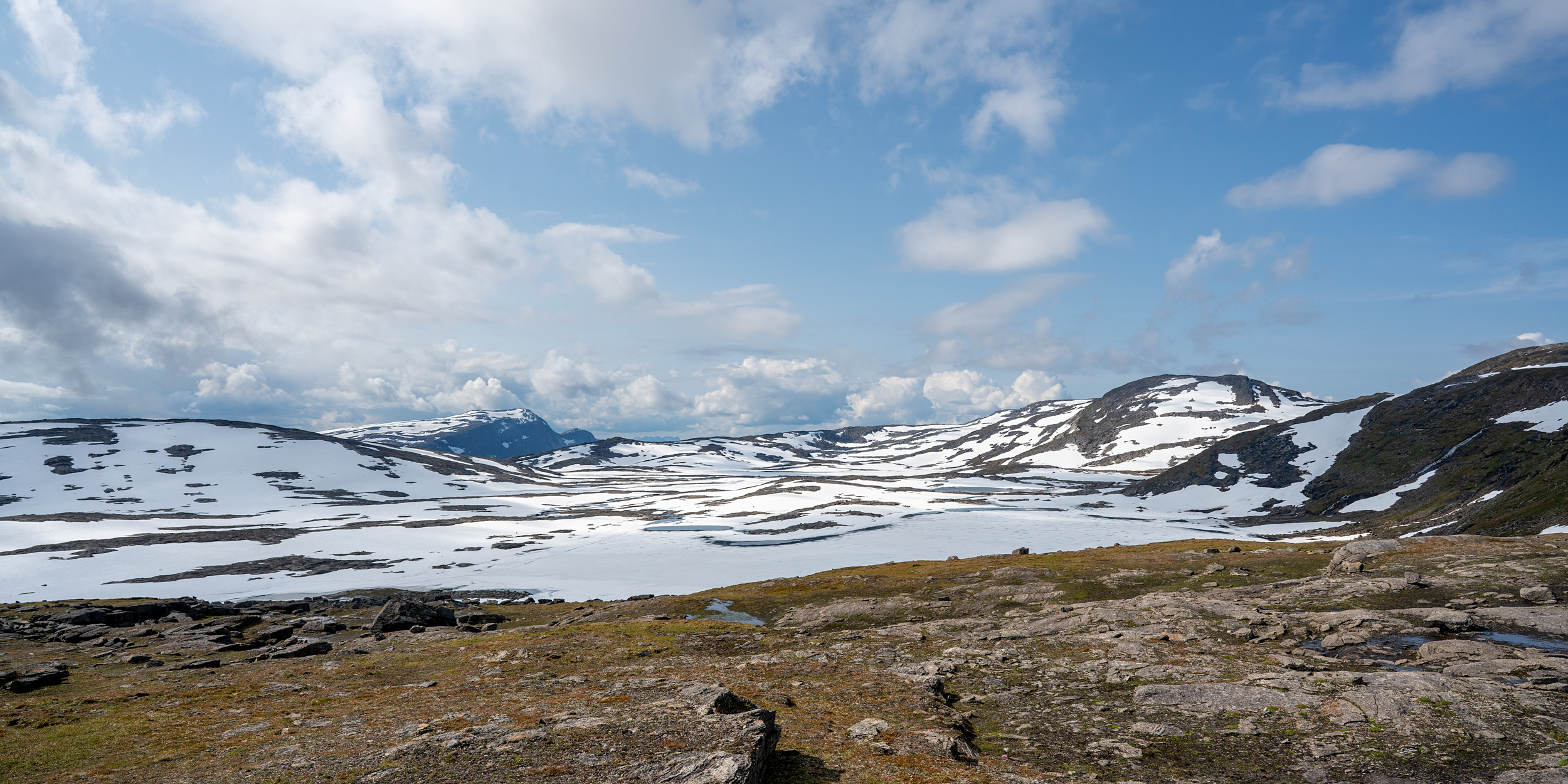
Vy mot Hurrejávrre och Niennajávrre. Sjöarna är fortfarande täckta av is och snö den 8 augusti.
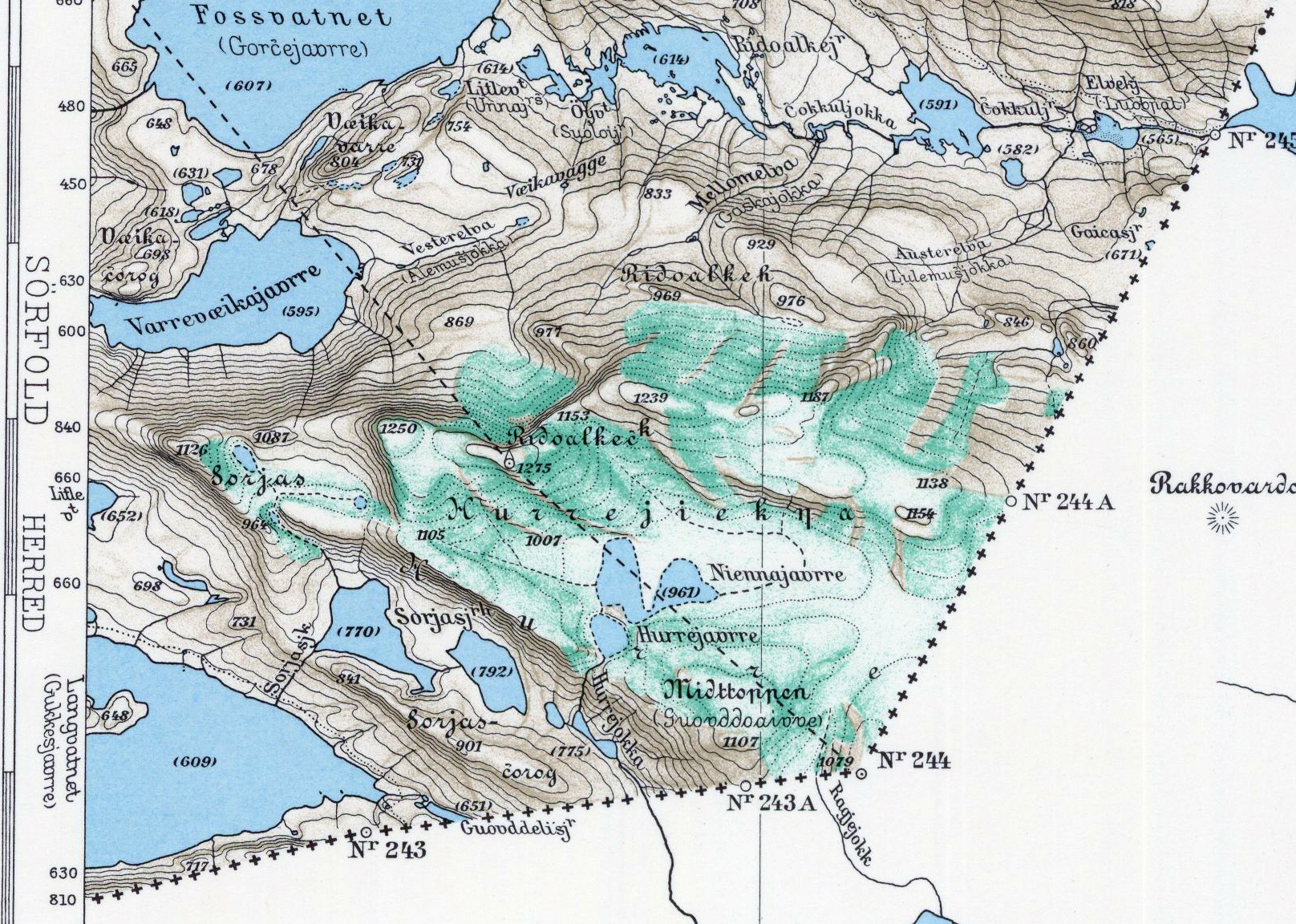
Karta över Hurre utgiven 1913.